# Squash bei den Südamerikaspielen
Squash war 2010 erstmals Bestandteil der Südamerikaspiele. In insgesamt sieben Wettbewerben erfolgt eine Medaillenvergabe: Bei den Damen und Herren, jeweils im Einzel-, Doppel- als auch im Mannschaftswettbewerb. Außerdem wird ein Mixed gespielt.
In den Einzel- und Mannschaftswettbewerben findet kein Spiel um die Bronzemedaille statt. Die Verlierer der Halbfinals erhalten beide Bronze. Erfolgreichste Mannschaft ist Kolumbien, das zehnmal die Goldmedaille gewann.

## Männer

### Einzel
| Jahr | Ort        | Gold                   | Silber          | Bronze                              |
| ---- | ---------- | ---------------------- | --------------- | ----------------------------------- |
| 2022 | Asunción   | Leandro Romiglio       | Ronald Palomino | Robertino Pezzota Juan Vargas       |
| 2018 | Cochabamba | Diego Elías            | Juan Vargas     | Juan Felipe Tovar Robertino Pezzota |
| 2010 | Medellín   | Miguel Ángel Rodríguez | Rafael Alarçón  | Bernardo Samper Esteban Casarino    |

### Doppel
| Jahr | Ort        | Gold                            | Silber                               | Bronze                                                                            |
| ---- | ---------- | ------------------------------- | ------------------------------------ | --------------------------------------------------------------------------------- |
| 2022 | Asunción   | Juan Vargas Andrés Herrera      | Alonso Escudero Rafael Gálvez        | Diego Gobbi Pedro Mometto Jeremías Azaña Robertino Pezzota                        |
| 2018 | Cochabamba | Diego Elías Alonso Escudero     | Nicolás Caballero Esteban Casarino   | Juan Vargas Ronald Palomino 1 Edgar Ramírez 1 Robertino Pezzota Francesco Obregón |
| 2010 | Medellín   | Bernardo Samper Javier Castilla | Guillermo Asdeale Hernán D’Arcangelo | Ronivaldo Conceição Vinicius Costa Bruno Alvarenga Esteban Casarino               |

 1 Palomino wurde im Halbfinale verletzungsbedingt durch Ramírez ersetzt.

### Mannschaft
| Jahr | Ort        | Gold                                                                           | Silber                                                                           | Bronze                                                                |
| ---- | ---------- | ------------------------------------------------------------------------------ | -------------------------------------------------------------------------------- | --------------------------------------------------------------------- |
| 2022 | Asunción   | Argentinien Leandro Romiglio Robertino Pezzota Jeremías Azaña Federico Cioffi  | Brasilien Guilherme Melo Diego Gobbi Pedro Mometto                               | Kolumbien Ronald Palomino Juan Vargas Andrés Herrera                  |
| 2022 | Asunción   | Argentinien Leandro Romiglio Robertino Pezzota Jeremías Azaña Federico Cioffi  | Brasilien Guilherme Melo Diego Gobbi Pedro Mometto                               | Ecuador Javier Romo David Costales Álvaro Buenaño                     |
| 2018 | Cochabamba | Peru Diego Elías Andrés Duany Alonso Escudero Rafael Gálvez                    | Argentinien Robertino Pezzota Leandro Romiglio Francesco Obregón Federico Cioffi | Kolumbien Juan Vargas Edgar Ramírez Juan Felipe Tovar Ronald Palomino |
| 2018 | Cochabamba | Peru Diego Elías Andrés Duany Alonso Escudero Rafael Gálvez                    | Argentinien Robertino Pezzota Leandro Romiglio Francesco Obregón Federico Cioffi | Chile Jaime Pinto Rafael Allendes Maximiliano Camiruaga               |
| 2010 | Medellín   | Kolumbien Miguel Ángel Rodríguez Bernardo Samper Javier Castilla Erick Herrera | Brasilien Rafael Alarçón Ronivaldo Conceição Vinicius Costa                      | Ecuador Ernesto Davila Juan Sebastián Chacón Alex Ulloa               |
| 2010 | Medellín   | Kolumbien Miguel Ángel Rodríguez Bernardo Samper Javier Castilla Erick Herrera | Brasilien Rafael Alarçón Ronivaldo Conceição Vinicius Costa                      | Argentinien Hernán D’Arcangelo Guillermo Asdeale Gonzalo Miranda      |

## Frauen

### Einzel
| Jahr | Ort        | Gold                | Silber                | Bronze                               |
| ---- | ---------- | ------------------- | --------------------- | ------------------------------------ |
| 2022 | Asunción   | Laura Tovar         | Nicolette Fernandes   | María Moya Luján Palacios            |
| 2018 | Cochabamba | Catalina Peláez     | Laura Tovar           | María Tovar Luján Palacios           |
| 2010 | Medellín   | Nicolette Fernandes | Silvia Angulo Rugeles | Cecilia Cerquetti Antonella Falcione |

### Doppel
| Jahr | Ort        | Gold                                  | Silber                               | Bronze                                                           |
| ---- | ---------- | ------------------------------------- | ------------------------------------ | ---------------------------------------------------------------- |
| 2022 | Asunción   | Laura Tovar María Tovar               | María Buenaño María Moya             | Anita Pinto Giselle Delgado Pilar Etchechoury Valentina Portieri |
| 2018 | Cochabamba | Laura Tovar María Tovar               | Camila Grasso Pilar Etchechoury      | Anita Pinto Giselle Delgado Andrea Soria María Moya              |
| 2010 | Medellín   | Silvia Angulo Rugeles Catalina Peláez | Cecilia Cerquetti Antonella Falcione | Nicolette Fernandes Ashley Khalil Thaisa Serafini Tatiana Borges |

### Mannschaft
| Jahr | Ort        | Gold                                                             | Silber                                                                         | Bronze                                                           |
| ---- | ---------- | ---------------------------------------------------------------- | ------------------------------------------------------------------------------ | ---------------------------------------------------------------- |
| 2022 | Asunción   | Kolumbien Laura Tovar María Tovar Lucía Bautista Andrea Soria    | Argentinien Antonella Falcione Pilar Etchechoury Valentina Portieri            | Ecuador María Moya María Buenaño Rafaela Albuja                  |
| 2022 | Asunción   | Kolumbien Laura Tovar María Tovar Lucía Bautista Andrea Soria    | Argentinien Antonella Falcione Pilar Etchechoury Valentina Portieri            | Chile Anita Pinto Giselle Delgado Camila Gallegos                |
| 2018 | Cochabamba | Kolumbien Catalina Peláez Lucía Bautista Laura Tovar María Tovar | Argentinien Camila Grasso Antonella Falcione Lorena Pascuzzi Pilar Etchechoury | Ecuador María Moya María Buenaño Andrea Soria                    |
| 2018 | Cochabamba | Kolumbien Catalina Peláez Lucía Bautista Laura Tovar María Tovar | Argentinien Camila Grasso Antonella Falcione Lorena Pascuzzi Pilar Etchechoury | Chile Anita Pinto Giselle Delgado Sandra Pinto                   |
| 2010 | Medellín   | Kolumbien Silvia Angulo Rugeles Karol González Catalina Peláez   | Brasilien Tatiana Borges Karen Redfern Thaisa Serafini                         | Argentinien Sofia Baravalle Cecilia Cerquetti Antonella Falcione |
| 2010 | Medellín   | Kolumbien Silvia Angulo Rugeles Karol González Catalina Peláez   | Brasilien Tatiana Borges Karen Redfern Thaisa Serafini                         | Guyana Nicolette Fernandes Ashley Khalil                         |

## Mixed
| Jahr | Ort        | Gold                                       | Silber                               | Bronze                                                          |
| ---- | ---------- | ------------------------------------------ | ------------------------------------ | --------------------------------------------------------------- |
| 2022 | Asunción   | Lucía Bautista Ronald Palomino             | Francesco Marcantonio Luján Palacios | Rafaela Albuja Javier Romo Antonella Falcione Leandro Romiglio  |
| 2018 | Cochabamba | Catalina Peláez Ronald Palomino            | Antonella Falcione Federico Cioffi   | Sandra Pinto Maximiliano Camiruaga María Buenaño David Costales |
| 2010 | Medellín   | Ana Gabriela Porras Miguel Ángel Rodríguez | Antonella Falcione Matias Valenzuela | Karen Redfern Rafael Alarçón Magaly Velez Ernesto Davila        |

## Medaillenspiegel
| Platz  | Land        | Gold | Silber | Bronze | Gesamt |
| ------ | ----------- | ---- | ------ | ------ | ------ |
| 1      | Kolumbien   | 15   | 4      | 7      | 26     |
| 2      | Peru        | 3    | 1      | —      | 4      |
| 3      | Argentinien | 2    | 8      | 10     | 20     |
| 4      | Guyana      | 1    | 1      | 2      | 4      |
| 5      | Brasilien   | —    | 4      | 4      | 8      |
| 6      | Paraguay    | —    | 2      | 4      | 6      |
| 7      | Ecuador     | —    | 1      | 9      | 10     |
| 8      | Chile       | —    | —      | 6      | 6      |
| Gesamt | Gesamt      | 21   | 21     | 42     | 84     |